# Bobby Watson (Schauspieler)

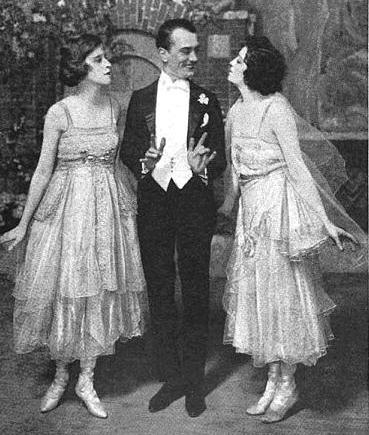
Bobby Watson im Stück Irene (1920)

Bobby Watson (* 28. November 1888 in Springfield, Illinois als Robert Watson Knucher; † 22. Mai 1965 in Hollywood, Kalifornien) war ein US-amerikanischer Schauspieler.

## Leben und Karriere
Bobby Watson, dessen Familie deutscher Herkunft war, begann seine Karriere mit 15 Jahren in einem Vaudeville-Akt in seiner Heimatstadt. Anschließend war er Teil von Medizinshows und spielte in mehreren Musikkomödien, in denen er sich vor allem als komischer Darsteller bewies. Zwischen 1918 und 1929 spielte er in acht Broadway-Stücken. 1925 machte er an der Seite von W. C. Fields in der Komödie That Royle Girl sein Filmdebüt.
In den 1930er-Jahren war der schmal gebaute, dunkelhaarige Darsteller in vielen Hollywood-Filmen in kleinen Nebenrollen zu sehen, wobei er oft schmierige oder verweichlichte Charaktere spielte. Doch erst mit dem Eintritt der USA in den Zweiten Weltkrieg erlebte Watsons Karriere einen Aufschwung: Mit entsprechender Aufmachung sah er Adolf Hitler so ähnlich, dass er diese Rolle folgend in insgesamt zehn Kinofilmen spielte. In den Jahren 1942 und 1943 spielte er Hitler in vier Komödien von Hal Roach, welche den deutschen Diktator veralbern sollten. Eine ernstere Hitler-Darstellung konnte Watson 1944 im Propagandafilm The Hitler Gang abliefern. In Billy Wilders Eine auswärtige Affäre (1948) ist er in einer kurzen Szene neben Marlene Dietrich als Hitler zu sehen. Angeblich soll Watson in seinem Hitler-Kostüm bei Dreharbeiten oft das Opfer von Beschimpfungen gewesen sein, weshalb er sich während der Drehpausen nur in seiner Umkleidekabine aufhielt.
Neben seinen Hitler-Darstellungen spielte Watson vor allem komödiantische Rollen, beispielsweise neben Bob Hope in Sein Engel mit den zwei Pistolen (1948). Im Musicalklassiker Singin’ in the Rain war er 1952 in einer markanten Szene als Sprachlehrer von Gene Kelly zu sehen, der von diesem in der Gesangsnummer Moses Supposes veralbert wird. In den 1950er-Jahren war Watson auch Gastdarsteller in einigen US-Fernsehserien. Seine letzte Filmrolle spielte Watson 1962 als Hitler in Die vier apokalyptischen Reiter, er starb drei Jahre später 76-jährig in Hollywood.

## Filmografie (Auswahl)
als Adolf Hitler
- 1942: The Devil with Hitler
- 1942: Hitler – Dead or Alive
- 1943: That Nazty Nuisance
- 1943: Don’t Be a Sucker
- 1944: Sensation in Morgan’s Creek (The Miracle of Morgan’s Creek)
- 1944: The Hitler Gang
- 1948: Eine auswärtige Affäre (A Foreign Affair)
- 1957: The Story of Mankind
- 1961: General Pfeifendeckel (On the Double)
- 1962: Die vier apokalyptischen Reiter (Four Horsemen of the Apocalypse)

weitere Filmrollen
- 1925: Die Tat ohne Zeugen (That Royle Girl)
- 1932: Ein ausgefuchster Gauner (High Pressure)
- 1933: Going Hollywood
- 1934: Zwei Herzen auf der Flucht (Fugitive Lovers)
- 1934: Hide-Out
- 1935: Abenteuer im Gelben Meer (China Seas)
- 1935: Der elektrische Stuhl (The Murder Man)
- 1935: Ein Arzt für alle Fälle (Society Doctor)
- 1936: Kleinstadtmädel (Small Town Girl)
- 1936: Dünner Mann, 2. Fall (After the Thin Man)
- 1936: Zum Tanzen geboren (Born to Dance)
- 1936: Lustige Sünder (Libeled Lady)
- 1937: Manuel (Captains Courageous)
- 1946: Tag und Nacht denk’ ich an Dich (Night and Day)
- 1948: Spiel mit dem Tode (The Big Clock)
- 1948: Sein Engel mit den zwei Pistolen (The Paleface)
- 1950: Flammendes Tal (Copper Canyon)
- 1952: Du sollst mein Glücksstern sein (Singin’ in the Rain)
- 1953: Vorhang auf! (The Band Wagon)
- 1953: Unschuldig gejagt (No Escape)
- 1954: Tief in meinem Herzen (Deep in My Heart)